# Just Jaeckin
Just Jaeckin (ur. 8 sierpnia 1940 w Vichy, zm. 6 września 2022 w Saint-Briac-sur-Mer) – francuski reżyser i scenarzysta filmowy.

## Życiorys

### Wczesne lata
Urodził się w Vichy we Francji jako syn Holendra i Angielki. Spędził pięć pierwszych lat swojego życia mieszkając w Anglii. Podczas służby wojskowej, w 1959 zdobył kwalifikacje jako fotograf. Studiował architekturę wnętrz i architekturę w Paryżu. 

### Kariera
Odnosił pierwsze sukcesy jako fotograf. Jego zdjęcia ukazywały się w takich kolorowych magazynach mody, jak „Vogue”, „Elle” i „Harper’s Bazaar” oraz okładkach płyt Juliette Gréco. Pracował potem nad różnymi projektami filmowymi. 
Na początku swojej kariery w Hollywood zrealizował dramat erotyczny Emmanuelle (1974) z udziałem Sylvii Kristel. Potem powstał dramat Histoira O (Histoire d’O, 1975) z Corinne Cléry, Udo Kierem, Anthonym Steelem i Jeanem Gavenem, Madame Claude (1977) z Dayle Haddon, Murrayem Headem i Klausem Kinski,  Kochanek Lady Chatterley (Lady Chatterley's Lover, 1981) z Sylvią Kristel i Nicholasem Clayem oraz Gwendoline (1984) z Tawny Kitaen, Brentem Huffem i Bernadette Lafont. 

## Filmografia
- 1974: Emmanuelle
- 1975: Histoira O (Histoire d’O)
- 1977: Madame Claude (The French Woman)
- 1978: Ostatni romantyczny kochanek (Le Dernier Amant Romantique)
- 1979: Kolekcje prywatne (L'Ile Aux Sirenes)
- 1980: Girls
- 1981: Salut champion, odc. Formule 1 (TV)
- 1981: Salut champion, odc. Moto story (TV)
- 1981: Kochanek Lady Chatterley (Lady Chatterley's Lover)
- 1984: Gwendoline (The Perils of Gwendoline in the Land of the Yik Yak)